# The Forest (película de 2016)
The Forest (El bosque siniestro) es una película estadounidense de suspense dirigida por Jason Zada y escrita por David S. Goyer, Nick Antosca y Sarah Cornwell. La película está protagonizada por Natalie Dormer y Taylor Kinney y fue estrenada el 8 de enero de 2016.

## Sinopsis
La película transcurre en el bosque Aokigahara, un lugar que existe en la vida real en Japón, donde la gente va a acabar con sus vidas. En este contexto, una joven estadounidense viene en busca de su hermana gemela, Jess, que ha desaparecido misteriosamente. A pesar de las advertencias de todo el mundo de que "no se aparten de la senda", Sara (Natalie Dormer) se atreve a entrar en el bosque para descubrir la verdad sobre el destino de su hermana, sólo para ser confrontada por las almas furiosas y atormentadas de los muertos que ahora se aprovechan de cualquiera que se cruce en su camino.

## Reparto
- Natalie Dormer como Sara/Jess Price.
- Taylor Kinney como Aiden.
- Eoin Macken como Rob.
- Stephanie Vogt como Valerie.
- Yukiyoshi Ozawa como Michi.
- Rina Takasaki como Hoshiko.
- Noriko Sakura como Mayumi.
- Yûho Yamashita como Sakura.
- James Owen como Peter.

## Doblaje
| Personaje         | Actor original  | Actor de doblaje |
| ----------------- | --------------- | ---------------- |
| Sara / Jess Price | Natalie Dormer  | Carla Castañeda  |
| Aiden             | Taylor Kinney   | Daniel del Roble |
| Michi             | Yukiyoshi Ozawa | Jorge Badillo    |
| Directora         | Akiko Iwase     | Isabel Romo      |
| Insertos N/A      | Carla Castañeda |                  |

## Producción
El rodaje comenzó el 17 de mayo de 2015 en Tokio, Japón.

## Estreno
El 20 de mayo de 2015, Focus Features relanzó a Gramercy Pictures su etiqueta para las películas de acción, terror y ciencia ficción. The Forest es uno de los nuevos lanzamientos de Gramercy, siendo estrenada el 8 de enero de 2016.

## Recepción
The Forest ha recibido críticas negativas de parte de la crítica. En el portal de internet Rotten Tomatoes, la película posee una calificación de 9%, basada en 109 reseñas, con una puntuación de 4.1/10. La página Metacritic le ha dado a la película una puntuación de 34 de 100, basada en 30 críticas, indicando "reseñas generalmente desfavorables". Las audiencias de CinemaScore le dieron al filme una puntuación de "C" en una escala de A+ a F, mientras que en el sitio IMDb los usuarios le han dado una puntuación de 4.8/10, con base en más de 10 000 votos.